# Sandwell
Sandwell est un district métropolitain des Midlands de l'Ouest. Il doit son nom au prieuré de Sandwell. Il chevauche le Black Country et la conurbation des Midlands de l'Ouest, et comprend les villes de Blackheath, Cradley Heath, Oldbury, Rowley Regis, Smethwick, Tipton, Tividale, Wednesbury et West Bromwich. Cette dernière est la ville la plus peuplée du district. Le conseil de district siège cependant à Oldbury.
Le district est créé le 1er avril 1974, par le Local Government Act de 1972. Il est issu de la fusion des anciens districts de Warley et West Bromwich.
Sandwell jouxte la ville de Birmingham à l'est, le district de métropolitain de Dudley au sud et à l'ouest, le district métropolitain de Walsall au nord et la ville de Wolverhampton au nord-ouest.

## Source
- (en) Cet article est partiellement ou en totalité issu de l’article de Wikipédia en anglais intitulé « Sandwell » (voir la liste des auteurs).